# Eupithecia longipennata
Eupithecia longipennata (en japonés, クロテンヤスジカバナミシャク) es una especie de polilla de la familia Geometridae. La especie fue descrita por primera vez por Hiroshi Inoue habiendo sido descrita en 1988, con distribución en la Isla de Taiwán. El holotipo de la especie, un espécimen macho, fue descrito en la ciudad de Asahikawa a mediados de agosto y la especie pertenece al grupo de especies proterva.